# Bahnstrecke Chamberlain–Salto
| Streckenlänge: | 303 km               |                    |                    |
| Spurweite: | 1435 mm (Normalspur) |                    |                    |
| |                      |                    |                    |
| \| \| \| von Montevideo \| \| \| \| 273,0 \| Paso de los Toros \| Paso de los Toros \| \| \| 289,0 \| Chamberlain \| Chamberlain \| \| \| 289,1 \| nach Rivera \| nach Rivera \| \| \| 314,5 \| Francia \| Francia \| \| \| 334,4 \| Tres Árboles \| Tres Árboles \| \| \| \| nach Rivera \| \| \| \| 354,4 \| Merinos \| Merinos \| \| \| 385,5 \| Guichón \| Guichón \| \| \| 392,2 \| Termas de Almirón \| Termas de Almirón \| \| \| 409,0 \| Algorta \| Algorta \| \| \| \| nach Fray Bentos \| \| \| \| 431,6 \| Piedras Coloradas \| Piedras Coloradas \| \| \| 457,5 \| Porvenir \| Porvenir \| \| \| 479,5 \| Paysandú \| Paysandú \| \| \| 484,5 \| Zementfabrik ANCAP \| Zementfabrik ANCAP \| \| \| 510,4 \| Queguay \| Queguay \| \| \| 526,4 \| Quebracho \| Quebracho \| \| \| 557,7 \| Chapicuy \| Chapicuy \| \| \| 590,5 \| Salto \| Salto \| \| \| \| nach Artigas \| \| \| \| 601,0 \| Salto Grande \| Salto Grande \| \| \| \| nach Argentinien \| \| |                      |                    |                    |
| Strecke |                      | von Montevideo     | von Montevideo     |
| Dienststation / Betriebs- oder Güterbahnhof | 273,0                | Paso de los Toros  | Paso de los Toros  |
| Dienststation / Betriebs- oder Güterbahnhof | 289,0                | Chamberlain        | Chamberlain        |
| Abzweig geradeaus und nach rechts | 289,1                | nach Rivera        | nach Rivera        |
| ehemaliger Haltepunkt / Haltestelle | 314,5                | Francia            | Francia            |
| Dienststation / Betriebs- oder Güterbahnhof | 334,4                | Tres Árboles       | Tres Árboles       |
| Abzweig geradeaus und ehemals nach rechts |                      | nach Rivera        | nach Rivera        |
| ehemaliger Haltepunkt / Haltestelle | 354,4                | Merinos            | Merinos            |
| ehemaliger Haltepunkt / Haltestelle | 385,5                | Guichón            | Guichón            |
| ehemaliger Haltepunkt / Haltestelle | 392,2                | Termas de Almirón  | Termas de Almirón  |
| ehemaliger Haltepunkt / Haltestelle | 409,0                | Algorta            | Algorta            |
| Abzweig geradeaus und ehemals nach links |                      | nach Fray Bentos   | nach Fray Bentos   |
| ehemaliger Haltepunkt / Haltestelle | 431,6                | Piedras Coloradas  | Piedras Coloradas  |
| ehemaliger Haltepunkt / Haltestelle | 457,5                | Porvenir           | Porvenir           |
| ehemaliger Bahnhof | 479,5                | Paysandú           | Paysandú           |
| Abzweig geradeaus und von links | 484,5                | Zementfabrik ANCAP | Zementfabrik ANCAP |
| Dienststation / Betriebs- oder Güterbahnhof | 510,4                | Queguay            | Queguay            |
| ehemaliger Haltepunkt / Haltestelle | 526,4                | Quebracho          | Quebracho          |
| ehemaliger Haltepunkt / Haltestelle | 557,7                | Chapicuy           | Chapicuy           |
| Dienststation / Betriebs- oder Güterbahnhof | 590,5                | Salto              | Salto              |
| Abzweig geradeaus und ehemals nach rechts |                      | nach Artigas       | nach Artigas       |
| Dienststation / Betriebs- oder Güterbahnhof | 601,0                | Salto Grande       | Salto Grande       |
| Strecke |                      | nach Argentinien   | nach Argentinien   |

| Streckenlänge: | 58 km                |                        |                        |
| Spurweite: | 1435 mm (Normalspur) |                        |                        |
| |                      |                        |                        |
| \| \| \| von Paso de los Toros \| \| \| \| 334,0 \| Tres Árboles \| Tres Árboles \| \| \| \| nach Salto \| \| \| \| \| nach Paso de los Toros \| \| \| \| 392,0 \| Piedra Sola \| Piedra Sola \| \| \| \| nach Rivera \| \| |                      |                        |                        |
| Strecke |                      | von Paso de los Toros  | von Paso de los Toros  |
| Dienststation / Betriebs- oder Güterbahnhof | 334,0                | Tres Árboles           | Tres Árboles           |
| Abzweig ehemals geradeaus und nach links |                      | nach Salto             | nach Salto             |
| Abzweig ehemals geradeaus und von rechts |                      | nach Paso de los Toros | nach Paso de los Toros |
| Dienststation / Betriebs- oder Güterbahnhof | 392,0                | Piedra Sola            | Piedra Sola            |
| Strecke |                      | nach Rivera            | nach Rivera            |

Die Bahnstrecke Chamberlain–Salto ist eine Eisenbahnstrecke in Uruguay. Sie zweigt nördlich von Paso de los Toros von der Bahnstrecke Paso de los Toros–Rivera ab und verläuft erst westlich bis Paysandú und dann nördlich bis Salto. Dort ist sie mit dem argentinischen Bahnnetz verbunden. Die Strecke ist nicht elektrifiziert und eingleisig. Die Kilometrierung bezieht sich auf Montevideo.
Die Bahnstrecke wird Línea Litoral oder Línea Salto genannt.

## Geschichte

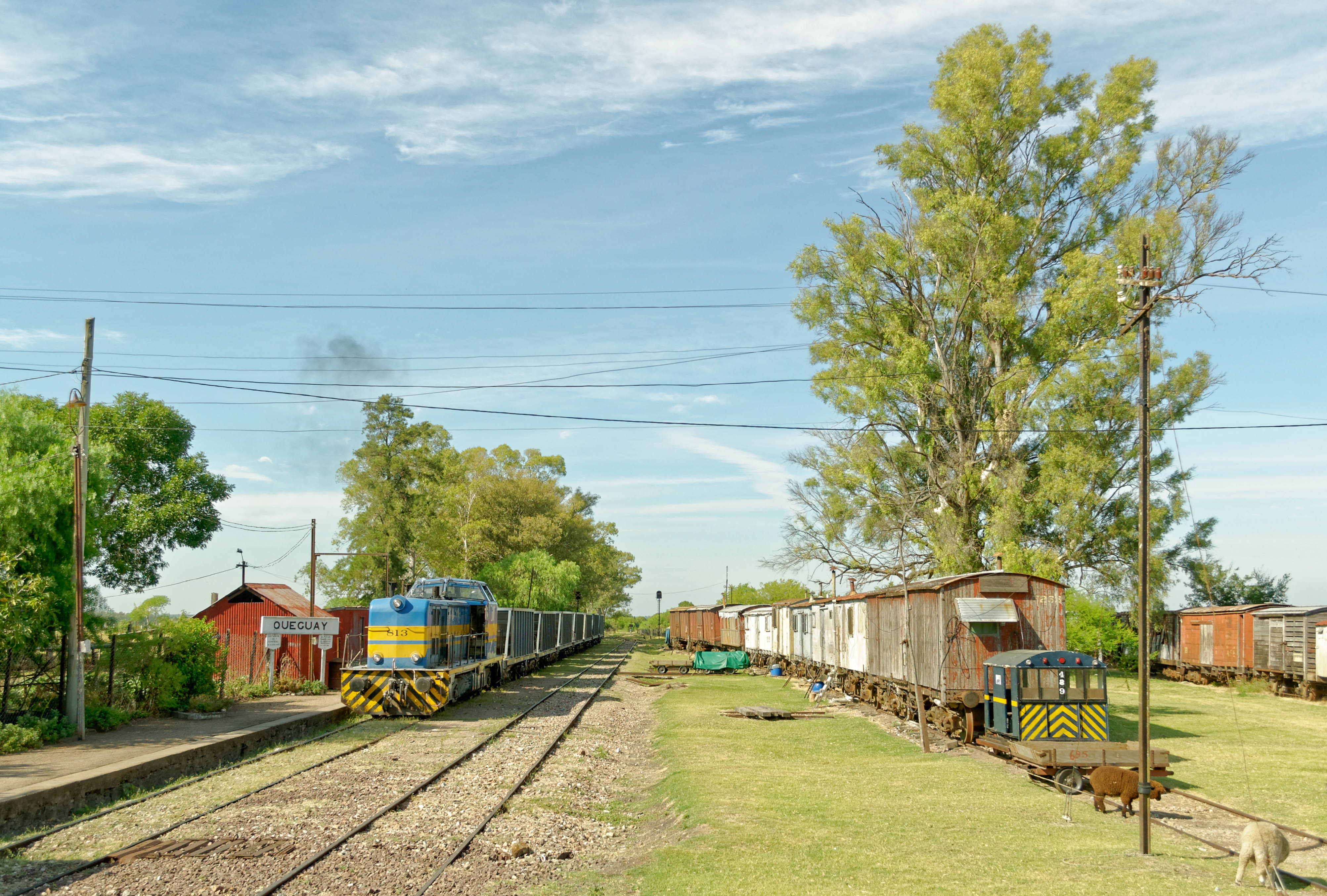
Ein Zug zum Kalktransport in Queguay (2018)

Die Midland Uruguay Railway Co. Ltd. weihte ihre Hauptstrecke von Paso de los Toros nach Salto am 1. November 1890 vollständig ein.
In den 2010er Jahren wurde die Strecke teilweise als FOCEM-Projekt wieder ertüchtigt. Deshalb wird die Strecke in diesem Zusammenhang auch FOCEM II genannt.

## Verbindungsbahn nach Argentinien
Über der Staumauer des Wasserkraftwerkes Salto Grande verläuft die Verbindungsbahn nach Concordia (Argentinien) zum Teilnetz Ferrocarril General Urquiza. Sie wurde am uruguayischen Nationalfeiertag 1982 eröffnet.

## Verbindungsbahn nach Piedra Sola
Die Verbindung zwischen Tres Árboles und Piedra Sola wurde 1913 von der Midland Uruguay Extension Railway eröffnet und wird derzeit nicht genutzt.

## Betrieb
Die Strecke dient besonders dem Güterverkehr. Im Juni 2021 schlossen das Eisenbahnverkehrsunternehmen SeLF und der Zementproduzent ANCAP einen Vertrag, der auch Kalksteintransporte von Queguay nach Paysandú beinhaltet.
Anfang der 2010er Jahre fuhr zeitweilig ein Personenzug der argentinischen Trenes de Buenos Aires auf dieser Strecke.
Die vorgesehene Geschwindigkeit beträgt bis zu 40 km/h (Güterzüge) beziehungsweise 75 km/h (Personenzüge). Die maximale Achslast liegt meist bei 14 Tonnen. Zwischen Paysandú und Queguay sind wegen der dort verkehrenden Züge mit Kalkstein 20 Tonnen Achslast zulässig.